# 今野浩
今野 浩（こんの ひろし、1940年(昭和15年) 8月11日 - 2022年(令和4年) 2月21日）は、日本のオペレーションズリサーチ・数理計画法・金融工学（理財工学）の研究者、著述家 。「工学部の語り部」として「工学部ヒラノ教授」シリーズ など多くの著書を執筆した。東京工業大学名誉教授。日本OR学会 名誉会員、JAFEE 名誉会長。学位はPh.D.（スタンフォード大学、1971年）、工学博士（東京大学・論文博士・1977年）。
資産運用の最適化では平均・絶対偏差モデル（MADモデル）を提唱。コンパクト分解もハリー・マーコビッツと同時期に考案した。“Financial engineering”の訳語に「理財工学」を提案。線形計画法のアルゴリズムを特許化した通称カーマーカー特許には訴訟で抵抗した。1967年の21世紀の日本懸賞論文コンテストでは内閣総理大臣賞を共同受賞。週刊誌連載「大学教授の株ゲーム」の共著者でもある。
電力中央研究所研究員を経て、筑波大学電子・情報工学系助教授、東京工業大学工学部人文社会群教授（統計学担当）、同経営工学専攻教授、同大学院社会理工学研究科長、同理財工学センター長、中央大学教授を歴任。学会関係では第13回国際数理計画法シンポジウム実行委員長、日本知財学会副会長、金融・証券計量・工学学会（JAFEE）会長、日本オペレーションズ・リサーチ学会（日本OR学会）会長などを務めた。日本金融・証券計量・工学学会JAFEE賞受賞者。

## 来歴

### 出生から学生時代
1940年生まれ。祖父は旧制高校の校長を務めた人物で、父は数学を専門とする大学教員であった。今野は静岡県の小学校を卒業し、東京都の中学校へ進学。さらに日比谷高等学校を経て、東京大学理科一類に進む。高校・大学の同級生に野口悠紀雄がいた。
進学説明会における森口繁一の話に感化され、今野はオペレーションズ・リサーチが自分の生涯の仕事と決意し、何とか東京大学工学部応用物理学科の数理工学コース（現在の計数工学科）への配属を勝ち取る。森口研究室に配属され、卒業研究ではゲーム理論を研究、1963年には卒業と同時に結婚する。
大学院修士課程に進学し、修士課程では偏微分方程式の数値計算をテーマとする。今野は電力中央研究所から依頼を受けてダムの地震時の振動の計算を実施し、これが論文となり書籍にも掲載される。
今野は本心では博士課程進学を望んでいたが、先輩たちの優秀さに気が引け、就職の道を選ぶ。当初は奨学金の関係からメーカーへの就職が決まっていたが、指導教授の森口に断りを入れてもらい、自由な研究ができそうな電力中央研究所を選択する。

### 研究員、留学時代
1965年に財団法人電力中央研究所に入所（1974年まで在籍）。原子力発電研究室に配属されたが、希望した計算機室ではなかったこともあり、研究所ではなかなか満足いく研究活動ができなかった。この間、野口悠紀雄（当時大蔵省）や斎藤精一郎（当時日本銀行）とともに、「21世紀の日本」懸賞論文コンテストに応募。今野らの「10倍経済社会と人間」は、2位の堺屋太一（当時通商産業省）を抑え、内閣総理大臣賞を獲得。論文は書籍として刊行された（野口ほか 1968）。
1968年には新設された海外留学制度を利用してスタンフォード大学大学院へ留学、1965年に発足したばかりのオペレーションズ・リサーチ学科に所属する、統計学の修士号を取得するとともに試験を突破して博士候補生となる。当初は2年間の予定であったが、電力中央研究所の都合で留学期間が1年延長される。今野は「線形計画法の父」であるジョージ・ダンツィクのもとで博士論文研究に取り組み、双線形計画問題に切除平面法をあてはめるアイデアを出す。1971年の夏にオペレーションズ・リサーチの博士課程を修了し、Ph.D.を取得するものの、ほかの研究者から証明の誤りを指摘されてしまう。後年正しい証明に成功し更なる発展を遂げるものの、長い間今野の研究生活に影を落とすことになる。
また、留学を終えた後に今野は約1年間休職し、ウィスコンシン大学数学研究所に滞在。目的であった前述の博士論文の問題は解決できなかったが、このとき出した論文がホアン・トイ教授らとの交流につながっていく。

### 筑波大学時代
1974年、声が掛かった複数のアカデミック・ポストの中から、「国際A級大学」「ソフトウェア科学の世界的拠点作り」の名に惹かれて筑波大学電子・情報工学系に助教授として就任。全学共通の情報科目を担当する一般教育を担当する。
今野は着任早々の1974年、1年間ほどオーストリアの国際応用システム分析研究所で研究生活を送ることになる。原子力発電システムの最適化問題に取り組み、「数理モデルの具体的システムへの応用研究」の面白さに目覚めることになる。また、この滞在中に博士論文の問題にも取り組み、証明の誤りを正して内容を拡張した2編の論文をまとめている。
1977年には論文「Bilinear programming : theory and applications（双線形計画法 理論と応用）」で東京大学において工学博士号を取得、1979年にはパデュー大学で4ヶ月ほど客員教員を務める。
この間、今野は多くの授業を引き受けるとともに、数冊の著書を執筆した。特に山下浩との共著である『非線形計画法』は長く売れ続けた。

### 東京工業大学時代
1982年には東京工業大学工学部人文社会群に教授として招聘される。推薦したのは吉田夏彦で、スタンフォード大学の統計学修士号と著書『10倍経済社会と人間』が評価されたという。当時の人文社会群には、吉田のほか江藤淳、永井陽之助らがいた。
1994年同大学経営システム工学科教授、1996年同社会理工学研究科経営工学専攻教授、研究科長（ - 1998年）、1997年日本金融・証券計量・工学学会会長、1999年東京工業大学理財工学研究センター長。この間、日本学術会議経営工学研究連絡委員会委員も務めた。
40代半ばからは「資産運用理論」、60歳ごろからは「信用リスク」を主な研究対象とした。1990年に依頼したハリー・マーコウィッツの講演会がきっかけとなり、コンパクト分解を考案したという。

### 中央大学時代以降
2001年に東工大を定年退職した今野は、中央大学理工学部経営システム工学科の教授に就任する。2004年には日本オペレーションズ・リサーチ学会の会長も務め、「OR40年」と題した会長随想を連載、近藤賞の創設にも携わった。また、私生活では妻の介護に追われている。
2011年には中央大学も定年退職。「工学部の語り部」を自称する。自身のやるせなさを表すのに“awkward”（ぶざまな、ぎこちない、などの意）という語が似つかわしいと述べている。

## 人物
今野は「拙速」を良しとし、期限を守ること、頼まれた依頼は断らないこと、研究成果は素早く公表することなどを掲げる。論文100本を目標とし、最終的におよそ150本の実績をあげた。
また、今野は様々な身近な現実問題にオペレーションズ・リサーチの手法を適用した。電力中央研究所時代には、自身が複数の誘いからどこへ転出するかそれとも残留するかという問題に対し、階層分析法（AHP）に近いものを適用して筑波大学を選んでいる。また、東京工業大学の受講学生が約1300人になる「総合講義」という科目において、12-15クラスへ学生を振り分ける問題に最適化手法を適用した。東京工業大学において定年の年齢変更が検討された際にも、AHPを適用して最適解を導出した。
今野は“Financial Engineering”の訳語として「金融工学」を避け、「理財工学」を提唱した。「金融」を避けたのはこの言葉に対するエンジニアの否定的な感情に配慮したためであり、「理財」は明治時代に“Economics”の訳語として理財学が提案されていたことに由来する。
なお、論文査読や学会発表で他者に厳しいスタンスを取ったり「金融工学は単なる計算」と否定してきたりする経済学者に対し、今野は対抗心を持っていたという。その経緯について、東大大学院時代の工学部・経済学部・医学部合同の統計学輪講、シンポジウムの招待講演でのやり取り、師であるジョージ・ダンツィクがノーベル経済学賞受賞を逃したことなどの多くの経験を著作の中で語っている。

## 主な受賞歴
- 1967年 - 21世紀の日本懸賞論文コンテスト、内閣総理大臣賞[11]
- 1981年 - 日本オペレーションズ・リサーチ学会、文献賞[88]
- 1987年 - 手島財団、手島賞[1]
- 1992年 - 日本オペレーションズ・リサーチ学会、事例研究奨励賞[13][82]
- 2002年 - 日本オペレーションズ・リサーチ学会、業績賞[14]
- 2010年 - 日本金融・証券計量・工学学会、JAFEE賞[15]

## 著書

### 単著
- 『整数計画法』産業図書〈講座 数理計画法6〉、1981年8月、NCID BN00663422。
- 『線形計画法』日科技連出版社、1987年3月、ISBN 4817150149。
- 『数理決定法入門 キャンパスのOR』朝倉書店〈シリーズ現代人の数理〉、1992年、ISBN 4254126085。
- 『理財工学I ―平均・分散モデルとその拡張―』日科技連出版社、1995年、ISBN 4817150254。
- 『カーマーカー特許とソフトウェア ―数学は特許になるか―』中央公論社〈中公新書〉、1995年、ISBN 412101278X。
- 『実践数理決定法』日科技連出版社〈社会理工学シリーズ〉、1997年、ISBN 4817162082。
- 『理財工学II ―数理計画法による資産運用最適化―』日科技連出版社、1998年、ISBN 4817150289。
- 『金融工学の挑戦 ―テクノコマース化するビジネス―』中央公論社〈中公新書〉、2000年、ISBN 4121015274。
- 『特許ビジネスはどこへ行くのか -IT社会の落とし穴―』岩波書店、2002年、ISBN 4000057391。
- 『金融工学20年 ―20世紀エンジニアの冒険―』東洋経済新報社、2005年、ISBN 4492670211。
- 『役に立つ一次式 ―整数計画法「気まぐれな王女」の50年―』日本評論社、2005年、ISBN 4535554625（デジタル複製版 - 2011年、ISBN 9784535591578）。
- 『21世紀のOR 「最適化の時代」の旗手』日科技連出版社、2007年、ISBN 9784817192363。
- 『「理工系離れ」が経済力を奪う』日本経済新聞出版社〈日経プレミアシリーズ〉、2009年、ISBN 9784103147619。
- 『すべて僕に任せてください ―東工大モーレツ天才助教授の悲劇―』新潮社、2009年、ISBN 9784103147619。
- 『「金融工学」は何をしてきたのか』日本経済新聞出版社〈日経プレミアシリーズ〉、2009年、ISBN 9784532260606。
- 『スプートニクの落とし子たち ―理工系エリートの栄光と挫折―』毎日新聞社、2010年、ISBN 9784620320076。
- 『工学部ヒラノ教授』新潮社、2011年、ISBN 9784103147626（文庫版 - 2013年、ISBN 9784101251615）。
- 『工学部ヒラノ教授の事件ファイル』新潮社、2012年、ISBN 9784103147633（文庫版 - 2015年、ISBN 9784101251622）。
- 『工学部ヒラノ教授と4人の秘書たち』技術評論社、2012年、ISBN 9784774153407。
- 『工学部ヒラノ助教授の敗戦 ―日本のソフトウェアはなぜ敗れたのか―』青土社、2012年、ISBN 9784791766888。
- 『工学部ヒラノ教授と七人の天才』青土社、2013年、ISBN 9784791766918。
- 『工学部ヒラノ教授のアメリカ武者修行』新潮社、2013年、ISBN 9784103147640（文庫版 - 2017年、ISBN 9784101251639）。
- 『工学部ヒラノ名誉教授の告白 ―エンジニアが「物書き」になったワケ―』青土社、2013年、ISBN 9784791767267。
- 『ヒラノ教授の論文必勝法 ―教科書が教えてくれない裏事情―』中央公論新社、2013年、ISBN 9784121504807。
- 『ヒラノ教授の線形計画法物語』岩波書店、2014年、ISBN 9784791768172。
- 『あのころ、僕たちは日本の未来を真剣に考えていた』青土社、2014年、ISBN 9784791767762。
- 『工学部ヒラノ教授の青春 ―試練と再生と父をめぐる物語―』青土社、2014年、ISBN 9784791768172。
- 『工学部ヒラノ教授と昭和のスーパー・エンジニア ―森口繁一という天才―』青土社、2015年、ISBN 9784791768677。
- 『工学部ヒラノ教授の介護日誌』青土社、2016年、ISBN 9784791769117。
- 『工学部ヒラノ教授とおもいでの弁当箱』青土社、2016年、ISBN 9784791769544。
- 『工学部ヒラノ教授の中央大学奮戦記』青土社、2017年、ISBN 9784791769803。
- 『工学部ヒラノ教授のはじまりの場所 ―世田谷少年交差点物語―』青土社、2017年、ISBN 9784791769957。
- 『工学部ヒラノ教授の終活大作戦』青土社、2018年、ISBN 9784791770410。
- 『工学部ヒラノ教授の研究所わたりある記』青土社、2018年、ISBN 9784791770892。
- 『工学部ヒラノ教授のラストメッセージ』青土社、2019年、ISBN 9784791771394。
- 『工学部ヒラノ教授の徘徊老人日記』青土社、2020年、ISBN 9784791772605。
- 『工学部ヒラノ教授のウィーン独り暮らしの報酬』青土社、2020年、ISBN 9784791773398。
- 『工学部ヒラノ教授の傘寿でも徘徊老人日記』青土社、2021年、ISBN 9784791774012。
- 『工学部ヒラノ教授と最後の学生たち』青土社、2022年、ISBN 978-4791774531。

### 共著
- 野口悠紀雄、今野浩、斎藤精一郎『21世紀の日本 十倍経済社会と人間』東洋経済新報社、1968年、NCID BN05256980。
- 今野浩、山下浩『非線形計画法』日科技連出版社、1978年、ISBN 4817153067。
- 今野浩、斎藤精一郎『大学教授の株ゲーム 学者が書いた株式入門』新潮社、1989年、ISBN 410374801X。
  - 文庫版 - 日本経済新聞社〈日経ビジネス人文庫〉、2000年、ISBN 9784532190071。
- 今野浩、中川淳司『ソフトウェア/アルゴリズムの権利保護』朝倉書店〈シリーズ現代人の数理〉、1996年、ISBN 425412614X。
- 今野浩、藤田宏、田邉國士『最適化法』岩波書店〈岩波講座応用数学 方法 7〉、1998年、ISBN 4000105191。
- 今野浩、刈屋武昭、木島正明『金融工学事典』朝倉書店、2004年、ISBN 9784254290059。
- 日経バイト 編『ソフトウェアの匠』日経BP社、2004年、NCID BA69428450[注釈 6]。

- 今野浩、後藤順哉『意思決定のための数理モデル入門』朝倉書店〈オペレーションズ・リサーチ〉、2011年、ISBN 978-4254275551。
- 今野浩、森平爽一郎、楠岡成雄、藤田岳彦、刈屋武昭、大橋和彦、真壁昭夫 共著、経済セミナー編集部 編『基礎から始める!ファイナンス理論 経済セミナーe-Book』日本評論社 〈プリント・レプリカ、Kindle版〉、2020年、ASIN B0847D4BSZ。

### 翻訳・編集
- 今野浩、鈴木久敏 編『整数計画法と組合せ最適化』日科技連出版社〈ORライブラリー 7〉、1982年6月、ISBN 4817153075。
- T.C.Hu 著『整数計画法とネットワーク・フロー』伊理正夫 監訳、今野浩、棚橋次彦 訳、培風館、1975年、NCID BN00664196。
- 『金融技術とリスク管理の展開』今野浩 編集、東洋経済新報社〈ジャフィー・ジャーナル〉、1999年、ISBN 4492711287。
- デービッド・G.ルーエンバーガー（英語版）『金融工学入門』今野浩、鈴木賢一、枇々木規雄 訳、日本経済新聞社、2002年4月、ISBN 4532132290。
- D. P. Heyman、M. J. Sobel 編『確率モデルハンドブック 普及版』訳、朝倉書店、2011年6月、ISBN 9784254121896。
- デービッド・G.ルーエンバーガー『金融工学入門 第2版』今野浩、鈴木賢一、枇々木規雄 訳、日本経済新聞社、2015年3月、ISBN 4532134587。

## 主な論文・解説

### 学位論文
- Bilinear programming. Thesis (Ph.D.). Dept. of Operations Research, Stanford University. (1971)(WorldCat)
- Bilinear programming : theory and applications. 博士論文（乙第4129号）. 東京大学. (January 1977)日本語題名『双線形計画法：理論と応用』

### 記事
（数理計画法）
- 「大規模数理計画法の現状」『計測と制御』第25巻第3号、1986年3月、223-228頁。
- 「線形計画法の現状」『シミュレーション』第6巻第1号、1987年3月、18-26頁。
- 「パラメトリック単体法による非凸型関数の大域的最小化」『応用数理』第1巻第1号、1991年3月、36-50頁。
- 「線形計画法の歴史」『オペレーションズ・リサーチ  経営の科学』第64巻第4号、2019年4月、204-208頁。

（金融工学）
- 「ビッグバンと経営工学」『学術の動向』第4巻第4号、1999年4月、66-67頁。
- 「金融技術革新とエンジニア」『情報処理』第40巻第8号、1999年8月、802-806頁、NAID 110002763987。
- 「ORモデルと経済学モデル」『オペレーションズ・リサーチ 経営の科学』第50巻第8号、2005年8月、529-532頁、NAID 110001584094。

（知的財産）
- 「ビジネス・モデル特許」『コンピュータソフトウェア』第17巻第6号、2000年11月、576-580頁。
- 「迷走するソフトウェア特許」『オペレーションズ・リサーチ 経営の科学』第41巻第12号、1996年12月、700-704頁、NAID 110001185442。
- 「知財制度改革に思う」『研究 技術 計画』第20巻第2号、2005年、108-109頁。

（その他）
- 「途上国援助のORT－TVAプロジェクトの教訓」『オペレーションズ・リサーチ 経営の科学』第30巻第1号、1985年1月、24-28頁、NAID 110002344571。
- 「座談会 21世紀に向けてのOR」『オペレーションズ・リサーチ 経営の科学』第40巻第1号、1995年1月、9-18頁、NAID 110001187880[注釈 7]。
- 「ジョージ・ダンツィク先生を悼む」『オペレーションズ・リサーチ 経営の科学』第50巻第7号、2005年7月、444-445頁、NAID 110001273578。
- 「ORを築いた人々(14) ジョージ・ダンツィク教授 ―20世紀のニュートンもしくはラグランジュ―」『オペレーションズ・リサーチ 経営の科学』第54巻第2号、2009年2月、98-99頁、NAID 110007046155。
- 「OR50年」『オペレーションズ・リサーチ 経営の科学』第60巻第1号、2015年1月、17-21頁、NAID 110009900383。

### 連載
- 斎藤精一郎、今野浩「大学教授の株ゲーム」『週刊新潮』、1988-1989年[10]。

- 今野浩「アルゴリズムと特許」『オペレーションズ・リサーチ 経営の科学』第38巻、1993年[注釈 8]。
  - “その1. カーマーカー特許”, . 38 (8), (August 1993)
  - “その2. アルゴリズム特許と法律”, . 38 (9), (September 1993)
  - “その3. カーマーカー事件その後”, . 38 (10), (October 1993)
  - “その4. 時代は廻る”, . 38 (11), (November 1993)
  - “その5. カーマーカー特許に対する異議申し立て”, . 38 (12), (December 1993)

- 今野浩「会長随想 OR40年」『オペレーションズ・リサーチ 経営の科学』2004-2006年[注釈 9]。
  - “1. ORとの出会い”, . 49 (7), (2004-07)
  - “2. 怠惰で運のいい研究員”, . 49 (8), (2004-08)
  - “3. 米国式詰め込み教育”, . 49 (9), (2004-09)
  - “4. 移り変わるORの研究拠点”, . 49 (10), (2004-10)
  - “5. ダンツィク教授の弟子となる”, . 49 (11), (2004-11)
  - “6. ウィスコンシンの厳しい生活”, . 49 (12), (2004-12)
  - “7. ティーチングマシーン”, . 50 (1), (2005-01)
  - “8. ウィーンのお城のものがたり”, . 50 (2), (2005-02)
  - “9. 文系集団の中のエンジニア”, . 50 (3), (2005-03)
  - “10. 国際数理計画法シンポジウム”, . 50 (4), (2005-04)
  - “11. 投資と金融のOR部会”, . 50 (5), (2005-05)
  - “12. ORと金融工学”, . 50 (6), (2005-06)
  - “13. 大域的最適化”, . 50 (7), (2005-07)
  - “14. カーマーカー事件(1)”, . 50 (8), (2005-08)
  - “15. カーマーカー事件(2)”, . 50 (9), (2005-09)
  - “16. 整数計画法の大逆転”, . 50 (10), (2005-10)
  - “17. 『応転』のススメ”, . 50 (11), (2005-11)
  - “18. 理文総合アプローチ”, . 50 (12), (2005-12)
  - “19. 最適化の時代”, . 51 (1), (2006-01)
  - “20. 洗濯夫の犬”, . 51 (2), (2006-02)

- 今野浩「ワールドカップ1988 ―国際会議の舞台裏」『オペレーションズ・リサーチ 経営の科学』2010-2011年[注釈 10]。
  - “(1) 1.ボストン1885 2.モントリオール1979”, . 55 (7), (July 2010)
  - “(2) 3.スタンフォード1970 4.「ジュウ」社会アメリカ1971”, . 55 (8), (August 2010)
  - “(3) 5.インディアナ1979 6.RAMP1980”, . 55 (9), (September 2010)
  - “(4) 7.東京1982 8.スタンフォード1984”, . 55 (10), (October 2010)
  - “(5) 9.バトル1986 10.東京の暑い夏1987”, . 55 (11), (November 2010)
  - “(6) 11.オールジャパン1987 12.招待客”, . 55 (12), (December 2010)
  - “(7) 13.前夜 14.カーマーカーとディキン”, . 56 (1), (January 2011)
  - “(8) 15.大事件発生 16.椿山荘事件”, . 56 (2), (February 2011)
  - “(9) 17.涵徳亭の夜 18.あのバッグはどこに行ってしまったのでしょうか?”, . 56 (3), (March 2011)